# كلارنس هولبرووك كارتر
كلارنس هولبرووك كارتر (بالإنجليزية: Clarence Carter)‏ هو رسام أمريكي، ولد في 26 مارس 1904، وتوفي في 4 يونيو 2000.